# 董小飒
董小飒（1990年8月4日—），中国大陆虎牙直播（原YY直播）网路播客，主要直播游戏《英雄联盟》。

## 争议
- 2012年11月，与主播李威俊发生争执并进行对骂。[1]
- 2015年3月1日，因为代练其账户被封禁3年。[2][3]
- 2015年9月，董小飒指责主播“洞主”多次跳槽，后晒出了自己的银行卡余额，称自己赚得比洞主多。[4]9月4日，洞主在直播中回复，称当年他与董小飒有意从YY直播跳槽到斗鱼，但董小飒没有去，并揭发其他几位一起跳槽的主播，导致很多想从YY直播跳槽的主播不得不再与YY直播签三年合约以此平息事件。还称对待同样从斗鱼TV的文森特态度不同，董小飒是有意黑他，因为没与斗鱼TV谈拢才离开斗鱼TV。[5]
- 2016年8月8日，董小飒发布一篇名为《TCS俱乐部 终究只是一个梦 现在梦醒了》的长微博。微博主要讲述董小飒自己花200万人民币组建了LOL俱乐部TSC，队内几个队友从一开始的不懈追梦，到小有成就逐渐堕落，最终董小飒解散战队的过程。[6]